# Thilo's Combo
Thilo's Combo foi um conjunto português da década de 1960.

## Biografia
O conjunto (ou combo) foi criado em 1962. Era um quinteto constituído por: Thilo Krasmann (contrabaixo e voz), José Luís Simões (guitarra eléctrica), por Enrique Peiró Jr. (piano), por Fernando Rueda (bateria) e por Vítor Santos (saxofone). 
Convidaram Jorginho para ser o pianista do grupo em substituição do Peiró que fazia parte da formação inicial. Iniciaram uma temporada na Ronda, no Estoril, seguindo-se Luanda. No regresso estiveram na inauguração da casa "Porão da Nau", em fevereiro de 1965.
Colaboraram também com outros artistas, como Duo Ouro Negro ou Simone de Oliveira. Ao vivo chegaram a acompanhar Maysa Matarazzo em espetáculos em Angola. 
O grupo, com diversas formações, gravou 14 discos em nome próprio (quase todos EP's), sendo apenas um deles em formato single. 
Terminaram em 1969.

## Discografia
- Twist Na Ronda [Twistin the Twist/Ronda Twist/Sob for a Gob/Amen twist] Decca Pep 1033
- Vamos Dançar O Cha Cha Cha? (Decca) Decca Pep 1039
- Bossa Nova, Madison & Cia. [Thilo's Madison/Chica Cha Cha/Pergunta Ao João/Apache] - Decca Pep 1044
- Carta Da Maria/Marcha do Káki/A Mulher E A Galinha/Não E Não.../O Último A Saber - Decca Pep 1051 - com Mara Abrantes
- Dou e Dou/Miss Balanço/Campari/Mulher Barbada - Decca Pep
- Ecris-Moi/Garota de Ipanema/Balanço do Gordo/P'ra Ti, P'ra Mim - Decca Pep 1089 - 1965
- A Voz de Rueda [Sucedeu Assim/Josephine/Diabo/Cinque Minuti Ancora] - Decca Pep
- Les Cornichons [Les Cornichons/Ele E Ela/SupercalifragillistiIcespiraidodo/A Minha Estrada] - Decca Pep 1146 - 1966
- Merci Chérie [Merci Chérie/Mirza/Un Peu De Poivre Un Peu de Sel/Moço Toque Balanço] - 1966
- Joaninha Cantora [Joaninha Cantora/Reach Out, I'll Be There/If I Were A Carpenter/Tema 13] - Decca Pep 1187 - 1966
- Na Ronda [The More I See You / Big Deal / With A Girl Like You / I Couldn't Live Without Your Love] - Decca Pep 1188 - 1966
- Verão / Balada Para D. Inês (Single, Decca, 1968) PN 109 - 1968
- Psst-Psst All Around Lisbon/ The Whipper Dipper/Soc-A-Loo/ I Didn't Think I'd Ever See The Day - Decca Pep 1261 - 1969
- Cantiga / Tenho Amor Para Amar / Desfolhada Portuguesa / Flor Bailarina - Decca - 1969

### Compilações
- Portugal Deluxe 1 - Big Deal/Last Night/Campari
- Portugal Deluxe 2 - Poco Pelo/Cantiga/Tema 13/Mirza

## Colaborações
Em 1962, Teresa Pinto Coelho participou em alguns programas da TV acompanhada do Thilo's Combo com quem gravou um EP.
- Duo Ouro Negro -EP - Columbia Slem 2189 [La Mamma/Alucinado/Por Um Chamiço/Nós e o Amor]
- Duo Ouro Negro - Quando Calienta El Sol - Columbia
- Paula Ribas - EP AVDD 7 Lem 3145 [Vamos Viver/Por Ti/Tão Só/Não Vos Esquecerei]
- Simone de Oliveira - Praia de Outono EP  - Decca Pep 1121 [Reste/Praia de Outono]
- Teresa - Esse Seu Olhar - 1962

## Curiosidades
Paulo de Carvalho começou a cantar com o Thilo's Combo e em 1970 concorreu ao Festival RTP da Canção com "Corre Nina".
Formação
- Thilo Krasmann - baixo, acordeon, vibrafone e piano;
- José Luís Simões - guitarra e trombone;
- Vítor Santos - saxofone, tenor e alto, flauta e clarinete
- Enrique Peiró Jr. - piano;
- Jorge Pinto (Jorginho) - organista, piano
- António Igrejas de Bastos (Tony Bastos) - bateria;
- Fernando Rueda - bateria:
- Urbano Oliveira - bateria
- Paulo de Carvalho - bateria

## Comentários
(...)ao lado dos divertimentos do omnipresente Combo de Thilo Krasmann (intérprete de outras imperdíveis gravações como "Twistin the Twist", "Ronda Twist, "Amen Twist", "Sob for a Gob", "Perdona Paganini" ou "Bacco Tabacco e Venere"), em registo de humor ligeiro vocacionado para "cocktail parties" regadas a champanhe borbulhante (João Lisboa in Portugal deluxe)